# AZS Częstochowa w europejskich pucharach

## Puchar Europy Mistrzów Klubowych w piłce siatkowej (1990/1991)
| Data       | Miejsce     | Przeciwnik      | Wynik                                   | Runda         |
| ---------- | ----------- | --------------- | --------------------------------------- | ------------- |
| 03.11.1990 | Tirana      | Dinamo Tirana   | 2:3 (8:15, 15:12, 14:16, 15:9, 7:15)    | runda wstępna |
| 10.11.1990 | Częstochowa | Dinamo Tirana   | 3:0 (15:9, 15:7, 15:11)                 | runda wstępna |
| 01.12.1990 | Rotterdam   | Rentokil ZVH    | 3:0 (15:10, 15:12, 15:13)               | 1/8 finału    |
| 03.12.1990 | Częstochowa | Rentokil ZVH    | 3:2 (7:15, 15:13, 15:12, 6:15, 15:6)    | 1/8 finału    |
| 09.01.1991 | Częstochowa | Philips Modena  | 2:3 (15:12, 16:14, 10:15, 11:15, 10:15) | faza grupowa  |
| 16.01.1991 | Moskwa      | CSKA Moskwa     | 0:3 (7:15, 7:15, 12:15)                 | faza grupowa  |
| 23.01.1991 | Las Palmas  | CV Gran Canaria | 0:3 (11:15, 8:15, 12:15)                | faza grupowa  |
| 06.02.1991 | Częstochowa | CSKA Moskwa     | 0:3 (5:15, 2:15, 8:15)                  | faza grupowa  |
| 13.02.1991 | Częstochowa | CV Gran Canaria | 2:3 (15:11, 10:15, 15:9, 9:15, 16:17)   | faza grupowa  |
| 20.02.1991 | Modena      | Philips Modena  | 0:3 (8:15, 6:15, 5:15)                  | faza grupowa  |

## Puchar Europy Zdobywców Pucharów siatkarzy (1991/1992)
| Data       | Miejsce     | Przeciwnik            | Wynik                           | Runda      |
| ---------- | ----------- | --------------------- | ------------------------------- | ---------- |
| 07.12.1991 | Częstochowa | Ziraat Bankası Ankara | 0:3 (8:15, 15:17, 10:15)        | 1/8 finału |
| 14.12.1991 | Ankara      | Ziraat Bankası Ankara | 3:1 (13:15, 15:13, 15:9, 16:14) | 1/8 finału |

## Puchar CEV siatkarzy (1992/1993)
| Data       | Miejsce     | Przeciwnik               | Wynik                                  | Runda     |
| ---------- | ----------- | ------------------------ | -------------------------------------- | --------- |
| 07.11.1992 | Częstochowa | Raision Loimu            | 3:1 (6:15, 15:2, 15:12, 15:10)         | I runda   |
| 14.11.1992 | Raisio      | Raision Loimu            | 3:2 (15:12, 10:15, 15:9, 12:15, 15:10) | I runda   |
| 05.12.1992 | Częstochowa | Piet Zoomers/D Apeldoorn | 3:0 (15:5, 15:5, 15:11)                | II runda  |
| 12.12.1992 | Apeldoorn   | Piet Zoomers/D Apeldoorn | 2:3 (15:10, 6:15, 11:15, 15:13, 11:15) | II runda  |
| 13.01.1993 | Moskwa      | Dinamo Moskwa            | 0:3 (8:15, 15:13, 8:15)                | III runda |
| 20.01.1993 | Częstochowa | Dinamo Moskwa            | 3:1 (15:11, 15:13, 9:15, 15:9)         | III runda |

## Puchar Europy Mistrzów Klubowych w piłce siatkowej (1993/1994)
| Data       | Miejsce     | Przeciwnik       | Wynik                          | Runda    |
| ---------- | ----------- | ---------------- | ------------------------------ | -------- |
| 07.11.1993 | Częstochowa | Morena Wilno     | 3:0 (15:3, 15:5, 15:10)        | I runda  |
| 17.11.1993 | Wilno       | Morena Wilno     | 3:0 (15:5, 15:7, 15:10)        | I runda  |
| 04.12.1993 | Częstochowa | Szachtar Donieck | 3:1 (12:15, 15:9, 15:8, 16:14) | II runda |
| 11.12.1993 | Donieck     | Szachtar Donieck | 1:3 (6:15, 10:15, 15:5, 4:15)  | II runda |

## Puchar Europy Mistrzów Klubowych w piłce siatkowej (1994/1995)
| Data       | Miejsce      | Przeciwnik        | Wynik                                  | Runda      |
| ---------- | ------------ | ----------------- | -------------------------------------- | ---------- |
| 05.12.1994 | Częstochowa  | Aero Odolena Voda | 3:0 (15:9, 15:7, 15:4)                 | I runda    |
| 12.11.1994 | Odolena Voda | Aero Odolena Voda | 2:3 (12:15, 15:6, 12:15, 15:8, 12:15)  | I runda    |
| 03.12.1994 | Lizbona      | Sporting CP       | 2:3 (9:15, 15:11, 15:10, 10:15, 13:15) | II runda   |
| 10.12.1994 | Częstochowa  | Sporting CP       | 3:1 (15:5, 8:15, 15:11, 15:2)          | II runda   |
| 11.01.1995 | Zellik       | Maes Pils Zellik  | 0:3 (4:15, 6:15, 13:15)                | 1/8 finału |
| 18.01.1995 | Częstochowa  | Maes Pils Zellik  | 3:0 (15:13, 15:5, 15:6)                | 1/8 finału |

## Puchar Europy Mistrzów Klubowych w piłce siatkowej (1995/1996)
| Data       | Miejsce        | Przeciwnik                   | Wynik                                   | Runda        |
| ---------- | -------------- | ---------------------------- | --------------------------------------- | ------------ |
| 14.10.1995 | Kanal          | Salonit Anhovo Kanal         | 1:3 (3:15, 15:7, 7:15, 4:15)            | I runda      |
| 21.10.1995 | Częstochowa    | Salonit Anhovo Kanal         | 3:0 (15:11, 17:15, 15:13)               | I runda      |
| 02.12.1995 | Częstochowa    | Setuza Uście nad Łabą        | 3:1 (15:8, 6:15, 15:12, 15:9)           | II runda     |
| 09.12.1995 | Uście nad Łabą | Setuza Uście nad Łabą        | 3:2 (9:15, 15:5, 12:15, 15:11, 18:16)   | II runda     |
| 10.01.1996 | Częstochowa    | AS Cannes                    | 3:1 (15:6, 15:6, 16:17, 15:12)          | faza grupowa |
| 17.01.1996 | Ankara         | Halkbank Ankara              | 1:3 (15:10, 4:15, 14:16, 8:15)          | faza grupowa |
| 24.01.1996 | Częstochowa    | Noliko Maaseik               | 3:0 (15:8, 15:9, 15:3)                  | faza grupowa |
| 31.01.1996 | Kuopio         | Telecom Finland Kuopio       | 3:1 (13:15, 15:12, 17:16, 16:14)        | faza grupowa |
| 07.02.1996 | Częstochowa    | Vildoga-Ventspils Nafta Riga | 2:3 (15:8, 9:15, 8:15, 15:7, 17:19)     | faza grupowa |
| 14.02.1996 | Nowy Sad       | Vojvodina Nowy Sad           | 0:3 (10:15, 8:15, 8:15)                 | faza grupowa |
| 21.02.1996 | Częstochowa    | Sisley Treviso               | 3:2 (15:11, 11:15, 15:12, 11:15, 15:10) | faza grupowa |

## Puchar CEV siatkarzy (1996/1997)
| Data       | Miejsce     | Przeciwnik                | Wynik                        | Runda        |
| ---------- | ----------- | ------------------------- | ---------------------------- | ------------ |
| 29.11.1996 | Częstochowa | Moldavgidromash Kiszyniów | 3:0 (15:10, 15:3, 15:8)      | faza grupowa |
| 30.11.1996 | Częstochowa | Netas Stambuł             | 1:3 (9:15, 15:2, 8:15, 8:15) | faza grupowa |
| 01.12.1996 | Częstochowa | Kommunalnik Grodno        | 3:0 (15:7, 15:6, 15:4)       | faza grupowa |

## Puchar Europy Zdobywców Pucharów siatkarzy (1998/1999)
| Data       | Miejsce       | Przeciwnik              | Wynik                                  | Runda        |
| ---------- | ------------- | ----------------------- | -------------------------------------- | ------------ |
| 05.12.1998 | Częstochowa   | Kommunalnik Grodno      | 3:0 (15:1, 15:9, 15:6)                 | II runda     |
| 11.12.1998 | Grodno        | Kommunalnik Grodno      | 1:3 (15:8, 10:15, 10:15, 9:15)         | II runda     |
| 12.01.1999 | Częstochowa   | Castêlo da Maia GC      | 3:2 (23:25, 23:25, 25:23, 25:22, 15:7) | faza grupowa |
| 21.01.1999 | Belgrad       | Crvena Zvezda Belgrad   | 0:3 (20:25, 24:26, 17:25)              | faza grupowa |
| 27.01.1999 | Częstochowa   | Pauk Domaljevac Županja | 3:0 (25:15, 31:29, 25:19)              | faza grupowa |
| 02.02.1999 | Częstochowa   | Azot Czerkasy           | 3:0 (25:23, 25:13, 25:20)              | faza grupowa |
| 10.02.1999 | Stambuł       | Arçelik Stambuł         | 1:3 (23:25, 25:22, 19:25, 22:25)       | faza grupowa |
| 17.02.1999 | Częstochowa   | Aris Saloniki           | 3:0 (25:15, 25:20, 25:18)              | faza grupowa |
| 24.02.1999 | Jekaterynburg | Izumrud Jekaterynburg   | 0:3 (21:25, 18:25, 23:25)              | faza grupowa |

## Puchar Europy Mistrzów Klubowych w piłce siatkowej (1999/2000)
| Data       | Miejsce     | Przeciwnik            | Wynik                                   | Runda        |
| ---------- | ----------- | --------------------- | --------------------------------------- | ------------ |
| 04.12.1999 | Odessa      | Dorożnik-SKA Odessa   | 1:3 (20:25, 25:21, 19:25, 22:25)        | II runda     |
| 11.12.1999 | Częstochowa | Dorożnik-SKA Odessa   | 3:0 (25:19, 25:22, 26:24)               | II runda     |
| 12.01.2000 | Częstochowa | Izumrud Jekaterynburg | 3:2 (21:25, 25:22, 25:23, 22:25, 15:13) | faza grupowa |
| 19.01.2000 | Częstochowa | Lewski Siconco Sofia  | 3:1 (25:16, 25:21, 21:25, 25:18)        | faza grupowa |
| 26.01.2000 | Wiedeń      | Bayernwerk Wiedeń     | 0:3 (24:26, 22:25, 19:25)               | faza grupowa |
| 02.02.2000 | Częstochowa | SC Espinho            | 3:2 (29:27, 23:25, 23:25, 25:21, 15:13) | faza grupowa |
| 09.02.2000 | Zlin        | Fatra Zlín            | 3:2 (25:19, 25:23, 20:25, 14:25, 15:13) | faza grupowa |
| 16.02.2000 | Częstochowa | Netas Stambuł         | 3:0 (25:16, 25:19, 25:14)               | faza grupowa |
| 23.02.2000 | Maaseik     | Noliko Maaseik        | 1:3 (19:25, 23:25, 25:18, 23:25)        | faza grupowa |

## Puchar CEV siatkarzy (2000/2001)
| Data       | Miejsce     | Przeciwnik         | Wynik                     | Runda      |
| ---------- | ----------- | ------------------ | ------------------------- | ---------- |
| 10.01.2001 | Modena      | Casa Modena Unibon | 0:3 (21:25, 22:25, 17:25) | 1/8 finału |
| 17.01.2001 | Częstochowa | Casa Modena Unibon | 0:3 (22:25, 22:25, 23:25) | 1/8 finału |

## Puchar Top Teams siatkarzy (2001/2002)
| Data       | Miejsce              | Przeciwnik                     | Wynik                                   | Runda               |
| ---------- | -------------------- | ------------------------------ | --------------------------------------- | ------------------- |
| 06.10.2001 | Mamer                | VC Mamer                       | 3:0 (25:18, 25:18, 25:13)               | faza kwalifikacyjna |
| 07.10.2001 | Mamer                | VC Mamer                       | 3:0 (25:20, 25:16, 25:16)               | faza kwalifikacyjna |
| 05.12.2001 | Czeskie Budziejowice | Jihostroj Czeskie Budziejowice | 3:0 (25:22, 25:19, 25:16)               | faza grupowa        |
| 11.12.2001 | Częstochowa          | Piet Zoomers Apeldoorn         | 3:0 (25:23, 25:21, 25:22)               | faza grupowa        |
| 18.12.2001 | Częstochowa          | Calcit Kamnik                  | 3:2 (25:9, 20:25, 30:32, 25:16, 15:13)  | faza grupowa        |
| 09.01.2002 | Kamnik               | Calcit Kamnik                  | 3:2 (23:25, 25:19, 23:25, 26:24, 16:14) | faza grupowa        |
| 16.01.2002 | Apeldoorn            | Piet Zoomers Apeldoorn         | 0:3 (18:25, 23:25, 17:25)               | faza grupowa        |
| 23.01.2002 | Częstochowa          | Jihostroj Czeskie Budziejowice | 3:0 (25:19, 25:22, 25:22)               | faza grupowa        |
| 12.02.2002 | Częstochowa          | Matador Púchov                 | 3:0 (25:19, 25:15, 25:21)               | ćwierćfinał         |
| 20.02.2002 | Púchov               | Matador Púchov                 | 3:1 (19:25, 25:15, 25:20, 25:22)        | ćwierćfinał         |
| 16.03.2002 | Częstochowa          | Knack Roeselare                | 1:3 (21:25, 25:21, 22:25, 21:25)        | półfinał            |
| 17.03.2002 | Częstochowa          | Łokomotyw Charków              | 3:1 (19:25, 25:23, 25:23, 25:14)        | o 3. miejsce        |

## Liga Mistrzów w piłce siatkowej (2002/2003)
| Data       | Miejsce     | Przeciwnik           | Wynik                                   | Runda        |
| ---------- | ----------- | -------------------- | --------------------------------------- | ------------ |
| 04.12.2002 | Bree        | Noliko Maaseik       | 2:3 (18:25, 27:25, 25:23, 13:25, 10:15) | faza grupowa |
| 11.12.2002 | Częstochowa | Olympiakos Pireus    | 3:1 (28:26, 25:21, 19:25, 26:24)        | faza grupowa |
| 19.12.2002 | Sofia       | Lewski Siconco Sofia | 1:3 (20:25, 25:19, 23:25, 26:28)        | faza grupowa |
| 08.01.2003 | Częstochowa | Lewski Siconco Sofia | 0:3 (19:25, 16:25, 17:25)               | faza grupowa |
| 15.01.2003 | Pireus      | Olympiakos Pireus    | 2:3 (22:25, 24:26, 25:20, 25:21, 10:15) | faza grupowa |
| 22.01.2003 | Częstochowa | Noliko Maaseik       | 0:3 (19:25, 18:25, 21:25)               | faza grupowa |

## Liga Mistrzów w piłce siatkowej (2003/2004)
| Data       | Miejsce     | Przeciwnik        | Wynik                                   | Runda        |
| ---------- | ----------- | ----------------- | --------------------------------------- | ------------ |
| 10.12.2003 | Berlin      | SCC Berlin        | 2:3 (25:22, 23:25, 25:23, 22:25, 13:15) | faza grupowa |
| 17.12.2003 | Częstochowa | Olympiakos Pireus | 2:3 (26:24, 17:25, 22:25, 27:25, 5:15)  | faza grupowa |
| 14.01.2004 | Częstochowa | Sisley Treviso    | 1:3 (25:15, 16:25, 21:25, 16:25)        | faza grupowa |
| 20.01.2004 | Villorba    | Sisley Treviso    | 1:3 (25:23, 19:25, 16:25, 21:25)        | faza grupowa |
| 28.01.2004 | Pireus      | Olympiakos Pireus | 0:3 (22:25, 14:25, 22:25)               | faza grupowa |
| 04.02.2004 | Częstochowa | SCC Berlin        | 3:0 (25:8, 25:23, 25:10)                | faza grupowa |

## Puchar CEV siatkarzy (2004/2005)
| Data       | Miejsce     | Przeciwnik                      | Wynik                            | Runda        |
| ---------- | ----------- | ------------------------------- | -------------------------------- | ------------ |
| 12.11.2004 | Częstochowa | Nea Salamina Famagusta          | 3:1 (25:14, 25:19, 20:25, 25:17) | faza grupowa |
| 13.11.2004 | Częstochowa | Crvena Zvezda Belgrad           | 3:1 (25:21, 25:22, 22:25, 25:17) | faza grupowa |
| 14.11.2004 | Częstochowa | Lokomotiw-Izumrud Jekaterynburg | 0:3 (23:25, 22:25, 22:25)        | faza grupowa |

## Puchar CEV siatkarzy (2005/2006)
| Data       | Miejsce     | Przeciwnik                | Wynik                                   | Runda        |
| ---------- | ----------- | ------------------------- | --------------------------------------- | ------------ |
| 11.11.2005 | Topolšica   | MOK Rijeka                | 3:0 (25:19, 25:15, 25:18)               | faza grupowa |
| 12.11.2005 | Topolšica   | Arkas Saint Joseph Izmir  | 3:1 (25:20, 23:25, 25:15, 25:22)        | faza grupowa |
| 13.11.2005 | Topolšica   | OK Šoštanj Topolšica      | 3:0 (25:21, 25:18, 25:19)               | faza grupowa |
| 14.12.2005 | Tourcoing   | Tourcoing Lille Métropole | 2:3 (19:25, 25:21, 25:27, 25:20, 11:15) | 1/8 finału   |
| 22.12.2005 | Częstochowa | Tourcoing Lille Métropole | 0:3 (22:25, 14:25, 20:25)               | 1/8 finału   |

## Puchar Top Teams siatkarzy (2006/2007)
| Data       | Miejsce     | Przeciwnik    | Wynik                            | Runda      |
| ---------- | ----------- | ------------- | -------------------------------- | ---------- |
| 10.01.2007 | Modena      | Cimone Modena | 3:1 (25:21, 26:28, 25:21, 26:24) | 1/8 finału |
| 17.01.2007 | Częstochowa | Cimone Modena | 0:3 (21:25, 30:32, 19:25)        | 1/8 finału |

## Puchar CEV siatkarzy (2007/2008)
| Data       | Miejsce     | Przeciwnik      | Wynik                                     | Runda           |
| ---------- | ----------- | --------------- | ----------------------------------------- | --------------- |
| 20.10.2007 | Częstochowa | Evivo Düren     | 3:1 (25:22, 25:17, 23:25, 25:15)          | 1/16 finału     |
| 27.10.2007 | Düren       | Evivo Düren     | 3:0 (25:19, 25:21, 25:21)                 | 1/16 finału     |
| 11.12.2007 | Odincowo    | Iskra Odincowo  | 0:3 (14:25, 17:25, 19:25)                 | 1/8 finału      |
| 19.12.2007 | Częstochowa | Iskra Odincowo  | 3:1 (25:23, 23:25, 25:21, 25:21, (15:12)) | 1/8 finału      |
| 22.01.2008 | Częstochowa | Tomis Konstanca | 3:0 (25:16, 30:28, 25:18)                 | ćwierćfinał     |
| 31.01.2008 | Konstanca   | Tomis Konstanca | 1:3 (22:25, 25:23, 22:25, 22:25, (17:15)) | ćwierćfinał     |
| 14.02.2008 | Bree        | Noliko Maaseik  | 1:3 (25:22, 15:25, 20:25, 22:25)          | runda Challenge |
| 20.02.2008 | Częstochowa | Noliko Maaseik  | 3:1 (26:24, 18:25, 26:24, 25:23, (17:19)) | runda Challenge |

## Liga Mistrzów w piłce siatkowej (2008/2009)
| Data       | Miejsce     | Przeciwnik           | Wynik                                   | Runda        |
| ---------- | ----------- | -------------------- | --------------------------------------- | ------------ |
| 05.11.2008 | Stambuł     | Fenerbahçe SK        | 0:3 (22:25, 19:25, 21:25)               | faza grupowa |
| 12.11.2008 | Częstochowa | Iraklis Saloniki     | 2:3 (21:25, 20:25, 25:23, 25:23, 11:15) | faza grupowa |
| 09.12.2008 | Sofia       | CSKA Sofia           | 3:1 (25:23, 25:16, 20:25, 25:20)        | faza grupowa |
| 17.12.2008 | Częstochowa | CSKA Sofia           | 3:0 (25:13, 25:20, 25:16)               | faza grupowa |
| 14.01.2009 | Saloniki    | Iraklis Saloniki     | 1:3 (22:25, 25:18, 17:25, 23:25)        | faza grupowa |
| 21.01.2009 | Częstochowa | Fenerbahçe SK        | 3:0 (25:21, 25:23, 25:19)               | faza grupowa |
| 12.02.2009 | Piacenza    | Copra Berni Piacenza | 3:2 (25:23, 25:23, 23:25, 17:25, 16:14) | 1/8 finału   |
| 18.02.2009 | Częstochowa | Copra Berni Piacenza | 3:0 (25:22, 25:20, 25:23)               | 1/8 finału   |
| 04.03.2009 | Częstochowa | Itas Diatec Trentino | 1:3 (25:22, 21:25, 17:25, 18:25)        | ćwierćfinał  |
| 11.03.2009 | Trydent     | Itas Diatec Trentino | 0:3 (19:25, 14:25, 12:25)               | ćwierćfinał  |

## Puchar CEV siatkarzy (2009/2010)
| Data       | Miejsce      | Przeciwnik       | Wynik                                     | Runda       |
| ---------- | ------------ | ---------------- | ----------------------------------------- | ----------- |
| 02.12.2009 | Częstochowa  | Generali Haching | 3:1 (25:22, 25:20, 23:25, 25:15)          | 1/16 finału |
| 09.12.2009 | Unterhaching | Generali Haching | 1:3 (25:22, 18:25, 13:25, 23:25, (15:12)) | 1/16 finału |
| 07.01.2010 | Montpellier  | Montpellier UC   | 3:1 (25:20, 25:22, 16:25, 25:22)          | 1/8 finału  |
| 14.01.2010 | Częstochowa  | Montpellier UC   | 2:3 (25:13, 25:19, 18:25, 23:25, 13:15)   | 1/8 finału  |
| 28.01.2010 | Odincowo     | Iskra Odincowo   | 0:3 (21:25, 14:25, 15:25)                 | ćwierćfinał |
| 02.02.2010 | Częstochowa  | Iskra Odincowo   | 1:3 (20:25, 25:23, 24:26, 21:25)          | ćwierćfinał |

## Puchar Challenge siatkarzy (2010/2011)
| Data       | Miejsce       | Przeciwnik                   | Wynik                                    | Runda       |
| ---------- | ------------- | ---------------------------- | ---------------------------------------- | ----------- |
| 17.11.2010 | Doetinchem    | Langhenkel Volley Doetinchem | 3:1 (25:23, 25:19, 23:25, 25:19)         | II runda    |
| 24.11.2010 | Częstochowa   | Langhenkel Volley Doetinchem | 3:0 (25:20, 25:19, 25:22))               | II runda    |
| 07.12.2010 | Tel Awiw-Jafa | Maccabi Tel Awiw             | 0:3 (19:25, 22:25, 18:25)                | 1/16 finału |
| 14.01.2010 | Częstochowa   | Maccabi Tel Awiw             | 3:1 (25:19, 21:25, 25:17, 25:19, (8:15)) | 1/16 finału |

## Puchar CEV siatkarzy (2011/2012)
| Data       | Miejsce     | Przeciwnik      | Wynik                      | Runda       |
| ---------- | ----------- | --------------- | -------------------------- | ----------- |
| 19.10.2011 | Ankara      | Halkbank Ankara | 0:3 (16:25, 21:25, 21:25)  | 1/16 finału |
| 27.10.2011 | Częstochowa | Halkbank Ankara | 0:3 (21:25, 19:25, 24:26)) | 1/16 finału |

## Puchar Challenge siatkarzy (2011/2012)
| Data       | Miejsce          | Przeciwnik                  | Wynik                                            | Runda       |
| ---------- | ---------------- | --------------------------- | ------------------------------------------------ | ----------- |
| 11.01.2012 | Praia da Vitória | AJ Fonte Bastardo           | 3:0 (25:22, 25:22, 27:25)                        | 1/16 finału |
| 18.01.2012 | Częstochowa      | AJ Fonte Bastardo           | 3:1 (21:25, 25:17, 25:23, 25:22)                 | 1/16 finału |
| 02.02.2012 | Częstochowa      | Unicaja Almería             | 3:1 (27:29, 25:22, 25:19, 25:21)                 | 1/8 finału  |
| 08.02.2012 | Almería          | Unicaja Almería             | 2:3 (25:18, 23:25, 22:25, 25:21, 12:15, (16:14)) | 1/8 finału  |
| 22.02.2012 | Częstochowa      | Rennes Volley 35            | 3:1 (23:25, 25:21, 25:11, 25:20)                 | ćwierćfinał |
| 29.02.2012 | Rennes           | Rennes Volley 35            | 1:3 (25:20, 22:25, 15:25, 18:25, (15:11))        | ćwierćfinał |
| 14.03.2012 | Częstochowa      | Prefaxis Menen              | 3:1 (25:18, 20:25, 25:15, 25:23)                 | półfinał    |
| 17.03.2012 | Menen            | Prefaxis Menen              | 3:1 (20:25, 25:22, 25:19, 26:24)                 | półfinał    |
| 27.03.2012 | Warszawa         | AZS Politechnika Warszawska | 3:1 (26:24, 23:25, 27:25, 25:20)                 | finał       |
| 31.03.2012 | Częstochowa      | AZS Politechnika Warszawska | 2:3 (25:14, 25:22, 22:25, 23:25, 11:15, (18:16)) | finał       |

## Bilans spotkań
Stan na dzień 31.03.2012 (po finale Pucharu Challenge)
| Rozgrywki          | Ogólnie | Ogólnie | Ogólnie | Ogólnie | Ogólnie | U siebie | U siebie | U siebie | U siebie | U siebie | Na wyjeździe | Na wyjeździe | Na wyjeździe | Na wyjeździe | Na wyjeździe |
| Rozgrywki          | R       | W       | P       | Sety    | Sety    | R        | W        | P        | Sety     | Sety     | R            | W            | P            | Sety         | Sety         |
| ------------------ | ------- | ------- | ------- | ------- | ------- | -------- | -------- | -------- | -------- | -------- | ------------ | ------------ | ------------ | ------------ | ------------ |
| Liga Mistrzów 1    | 62      | 29      | 33      | 119     | 121     | 32       | 22       | 10       | 78       | 44       | 30           | 7            | 23           | 41           | 77           |
| Puchar CEV2        | 41      | 24      | 17      | 81      | 66      | 21       | 15       | 6        | 49       | 27       | 20           | 9            | 11           | 32           | 39           |
| Puchar Challenge 3 | 33      | 21      | 12      | 73      | 51      | 15       | 11       | 4        | 35       | 21       | 18           | 10           | 8            | 38           | 30           |
| Razem              | 136     | 74      | 62      | 273     | 238     | 68       | 48       | 20       | 162      | 92       | 68           | 26           | 42           | 111          | 146          |

1. wraz z PEMK

2. wraz z PEZP, Pucharem Top Teams i Pucharem CEV od 2007/2008 

3. wraz z Pucharem CEV do 2006/2007
| Rozgrywki                | Miejsce      | Liczba meczów | Zwycięstwa | Porażki | Sety    |
| ------------------------ | ------------ | ------------- | ---------- | ------- | ------- |
| PEMK 1990/91             | faza grup.   | 10            | 3          | 7       | 15:23   |
| PEZP 1991/92             | 1/8 finału   | 2             | 1          | 1       | 3:4     |
| Puchar CEV 1992/93       | III runda    | 6             | 4          | 2       | 14:10   |
| PEMK 1993/94             | II runda     | 4             | 3          | 1       | 10:4    |
| PEMK 1994/95             | 1/8 finału   | 6             | 3          | 3       | 13:10   |
| PEMK 1995/96             | faza grup.   | 11            | 7          | 4       | 25:19   |
| Puchar CEV 1996/97       | faza grup.   | 3             | 2          | 1       | 7:3     |
| PEZP 1998/99             | faza grup.   | 9             | 5          | 4       | 17:14   |
| PEMK 1999/00             | faza grup.   | 9             | 6          | 3       | 20:16   |
| Puchar CEV 2000/01       | 1/8 finału   | 2             | 0          | 2       | 0:6     |
| Top Teams 2001/02        | 3. miejsce   | 12            | 10         | 2       | 31:12   |
| Liga Mistrzów 2002/03    | faza grup.   | 6             | 1          | 5       | 8:16    |
| Liga Mistrzów 2003/04    | faza grup.   | 6             | 1          | 5       | 9:15    |
| Puchar CEV 2004/05       | faza grup.   | 3             | 2          | 1       | 6:5     |
| Puchar CEV 2005/06       | 1/8 finału   | 5             | 3          | 2       | 11:7    |
| Top Teams 2006/07        | 1/8 finału   | 2             | 1          | 1       | 3:4     |
| Puchar CEV 2007/08       | r. challenge | 8             | 5          | 3       | 17:12   |
| Liga Mistrzów 2008/09    | ćwierćfinał  | 10            | 5          | 5       | 19:18   |
| Puchar CEV 2009/10       | ćwierćfinał  | 6             | 2          | 4       | 10:14   |
| Puchar Challenge 2010/11 | 1/16 finału  | 4             | 3          | 1       | 9:5     |
| Puchar CEV 2011/12       | 1/16 finału  | 2             | 0          | 2       | 0:6     |
| Puchar Challenge 2011/12 | 1. miejsce   | 10            | 7          | 3       | 26:15   |
| Razem                    | Razem        | 136           | 74         | 62      | 273:238 |